# Wapen van Hilvarenbeek

Het wapen van de gemeente Hivarenbeek (sinds 1997)

Het wapen van Hilvarenbeek is het wapen van de Noord-Brabantse gemeente Hivarenbeek. Het huidige wapen werd op 19 september 1997 per Koninklijk Besluit aan de gemeente toegekend.

## Geschiedenis
Hilvarenbeek vormde een schepenbank in de Meierij van 's-Hertogenbosch. Een eerste zegel van Hilvarenbeek is bekend uit 1336, hierop staan de wapens van de beide heren van de heerlijkheid, de hertog van Brabant en Rogier van Leefdael. De wapens van de twee heren werden gescheiden door een paal, symbool voor de beek, en werden van boven gedekt door vier takken met bladeren en het randschrift: 'S. scabinorum de Beke quod dictur Hilwarenbeke'.
De gemeente Hilvarenbeek werd op 14 mei 1810 opgericht. In de Bataafse tijd werd het bovenvermelde wapen aangepast door de paal te vervangen door een lictorenbundel. Daarna voerde de gemeente officieus een ander wapen, om in 1961 terug te keren naar een wapen dat gebaseerd was op het oude zegel. Dit wapen is nooit officieel verleend en pas in 1986 werd een nieuw wapen verleend.
In 1997 werd de gemeente Diessen aan Hilvarenbeek toegevoegd. De beide gemeentewapens waren niet te combineren, waarna is gekozen voor een geheel nieuw wapen. De rode Limburgse leeuw is komen te vervallen en de twee plaatsen worden gesymboliseerd door twee sleutels, die de patroonheiligen Petrus en Willibrordus symboliseren. De ring herinnert aan de bron die Willibrordus in Diessen zou hebben doen ontspringen.

## Blazoen

### Officieus wapen (tot 1961)

Officieus wapen van Hilvarenbeek (tot 1961)

De beschrijving van het wapen luidt als volgt:
In sinopel een gaffel van azuur, waarvan de beide schuine delen golvend, in het schildhoofd vergezeld van een blokje van keel.
N.B.:
- De gaffel stelde de plaatselijke beek voor; het blokje de parochiekerk.
- De heraldische kleuren zijn sinopel (groen), azuur (blauw) en keel (rood). Dit gaat in tegen de heraldische regels die uitsluitend kleuren op metalen of omgekeerd toestaan. Omdat het wapen heraldisch incorrect was zou een gouden (geel) schild beter hebben gepast, of anders een zilveren beek en een gouden blokje op een groen veld. Men noemt een wapen als dit een raadselwapen.

### Officieus wapen (1961-1986)

Officieus wapen van Hilvarenbeek (1961 - 1986)

In 1961 ging de gemeente een wapen gebruiken dat op het zegel uit 1336 was gebaseerd. Een verbeterde versie werd in 1986 naar de Hoge Raad van Adel gestuurd, die het ontwerp afwees. Dit wapen had de volgende beschrijving:
In keel een golvende paal van zilver, vergezeld van 2 schildjes; het linker gevierendeeld : I en IV in sabel een leeuw van goud, getongd en genageld van keel, II en III in zilver een dubbelstaartige leeuw van keel, getongd, genageld en gekroond van goud; het rechter van goud beladen met 3 vijfbladen van keel, geknopt van goud, geplaatst 2 en 1, en een vrijkwartier van keel beladen met een adelaar van zilver, gebekt, gepoot en getongd van goud; onder beide schildjes een naar de paal toegewende tak met 4 bladeren van zilver; uit de schildjes een van de paal afgewende tak met 6 bladeren van hetzelfde. Het schild gedekt met een gouden kroon van 3 bladeren en 2 parels.

### Eerste officieel toegekende wapen (1986)

Wapen van Hilvarenbeek (1986 - 1997)

De beschrijving van het wapen dat op 6 maart 1986 werd toegekend luidt als volgt:
Verdeeld door de omgekeerde gaffelsnede : rechts in sabel een omgewende leeuw van goud, getongd en genageld van keel; links in zilver een dubbelstaartige leeuw van keel, getongd, genageld en gekroond van goud; beneden in goud 3 vijfbladen van keel, geknopt van goud, geplaatst 1 en 2, de bovenste bedekt door een op zijn punt staand vrijkwartier van keel, waarop een adelaar van zilver, gebekt, getongd en gepoot van goud. Het schild gedekt met een gouden kroon van 3 bladeren en 2 parels.
N.B.:
- De heraldische kleuren in het wapen zijn: sabel (zwart), goud (geel), keel (rood) en zilver (wit).
- Met "omgewend" wordt bedoeld dat de leeuw naar links kijkt. In de heraldiek zijn links en rechts gezien vanuit de persoon achter het schild. Voor de toeschouwer zijn deze verwisseld.
- De dubbelstaartige leeuw is een Limburgs symbool; de gouden leeuw op zwart is een Brabants symbool.
- Het derde vijfblad wordt geheel bedekt door het vrijkwartier met de adelaar.

### Tweede officieel toegekende wapen (1997)
De beschrijving van het wapen dat op 19 september 1997 werd toegekend luidt als volgt:
Gedeeld : I in sabel een leeuw van goud, getongd en genageld van keel; II doorsneden a : in zilver twee afgewende sleutels van azuur; b : in azuur een ring van zilver. Het schild gedekt met een gouden kroon van 3 bladeren en 2 parels.